# Dazed
Dazed (nomeada anteriormente como Dazed & Confused) é uma revista bimestral britânica fundada em 1991. Abrange conteúdo sobre música, moda, cinema, arte e literatura. A Dazed é publicada pela Dazed Media, um grupo de mídia independente. O portfólio da empresa inclui títulos como AnOther, Another Man e Hunger. A nova divisão da empresa, a Dazed Studio, cria campanhas de marca em setores de luxo e estilo de vida. Com sede em Londres, seus editores fundadores são Jefferson Hack e o fotógrafo de moda Rankin.

## História
Dazed foi criada por Hack e Rankin Waddell enquanto estudavam no London College of Printing (agora London College of Communications). Seu início ocorreu através de um cartaz dobrado em preto e branco e publicado esporadicamente, a seguir, a revista logo tornou-se colorida e foi promovida nos clubes noturnos de Londres. Hoje é uma revista independente de cultura juvenil, distribuída globalmente, abrangendo moda, arte, música e estilo de vida. Suas estrelas de capa incluíram Björk, Kate Moss, David Bowie, Young Thug, Millie Bobby Brown, Amandla Stenberg, Marilyn Manson, Jazz Jennings, Thom Yorke, Kendall Jenner, Tilda Swinton, FKA Twigs, dentre outros.
A Dazed construiu uma reputação de publicar histórias que usam criatividade para capacitar os jovens, estabelecendo tendências e redefinindo o status quo. Ao longo dos anos, a revista tem defendido causas humanitárias, como da AIDS na África do Sul, doação de sangue, conscientização sobre o câncer de mama, sobre a crise dos refugiados, a islamofobia, direitos LGBT e das mulheres, além da mudança climática do planeta. A  Dazed  é a primeira revista de moda a desafiar preconceitos de beleza trazendo modelos de capa com deficiência.

## Dazed Digital
A Dazeddigital.com foi lançada em novembro de 2006 com uma equipe editorial e de vídeo dedicada, que cobre notícias, moda, cultura, música e arte. Seu editor é Thomas Gorton. A cada ano, é publicado a Dazed 100, uma lista das pessoas mais influentes que moldaram a cultura juvenil, que ocorre em parceria com a Calvin Klein CK One.